# Raimon Arnet i Guasch
Raimon Arnet i Guasch   (Valls, 24 d'agost de 1899 - Kasr al-Kabir, 18 de desembre de 1977) fou un futbolista català de la dècada de 1920.

## Trajectòria
Després de passar pel FC Vilafranca va jugar al RCD Espanyol la temporada 1921-22. La temporada següent jugà a la UD Girona i el 1923 fitxà pel CE Sabadell. L'any 1924, a causa dels seus estudis de medicina marxà a València, on jugà pel Gimnàstic FC dues temporades.